# Abdelkader Fréha

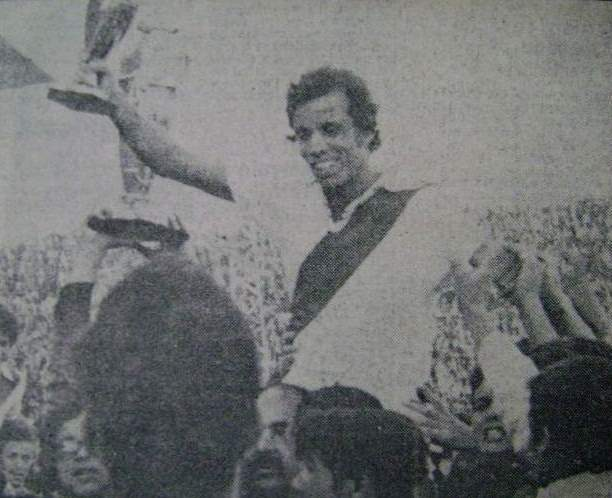
Abdelkader Fréha

Abdelkader Fréha (arabisch عبد القادر فريحة, DMG ʿAbd al-Qādir Farīḥa; * 28. Oktober 1942 in Oran; † 1. Oktober 2012 ebenda) war ein algerischer Fußballspieler.

## Sportlicher Werdegang
Fréha spielte zunächst bei CDJ Oran, ehe er als Neunzehnjähriger 1962 innerhalb seiner Geburtsstadt Oran zum MC Oran wechselte. Hier avancierte der Stürmer zu einem der torgefährlichsten Spieler seiner Generation, wovon die Torschützenkönigstitel in der algerischen Meisterschaft 1968, 1969 und 1971 zeugen. Während er mit dem Klub 1968 und 1969 jeweils Vizemeister wurde, führte er die Mannschaft 1971 hiermit zum ersten Meistertitel der Vereinsgeschichte. 1975 folgte mit dem Gewinn des Landespokals ein weiterer Titelgewinn. 1976 wechselte er innerhalb der Stadt zu NADIT Oran, wo er seine Karriere ausklingen ließ.
Zwischen 1968 und 1971 bestritt Fréha sechs offizielle Länderspiele für die algerische Nationalmannschaft, dabei erzielte er vier Tore. 